# Platensina ampla
Platensina ampla är en tvåvingeart som beskrevs av de Meijere 1914. Platensina ampla ingår i släktet Platensina och familjen borrflugor. Inga underarter finns listade i Catalogue of Life.